# Терентьев, Александр Иванович
Алекса́ндр Ива́нович Тере́нтьев (21 ноября (4 декабря) 1913, Нижний Новгород — 18 декабря 2005, Чебоксары) — чувашский писатель, поэт и журналист, краевед, строитель. Член Союза писателей России и Чувашии, почётный гражданин города Чебоксары.

## Биография
Родился 4 декабря 1913 года в Нижнем Новгороде. Отец — Иван Егорович, ломовой (грузовой) извозчик (умер в 1918 году от воспаления лёгких). Мать — Прасковья Марковна, домохозяйка.
В 1918 году Александр Иванович с матерью, сестрой Марией и братом Анатолием переезжают в родную деревню отца Александра Ивановича — Сормвары Аликовской волости Ядринского уезда. Там Александр в 1921 году поступает в сельскую школу. После четырёх лет обучения в сельской школе поступает в Аликовскую восьмилетнюю школу колхозной молодёжи. 
Во время учёбы увлекался тем, что сочинял стихи и писал рассказы. Его первое стихотворение «Лето» было полным подражанием зарисовкам природы в поэме «Нарспи» К. Иванова. В 1929 году под псевдонимом Ш. Арис (Ш-Шура) написал рассказ «Маленькие бандиты», который напечатали в газете «Канаш». В 1930 году начал переписку с московским журналом «Пионер», который пригласил Александра Ивановича на первый Всесоюзный слёт детских корреспондентов. Дважды выступал с трибуны слёта.
В 1931 году после окончания школы переезжает в Чебоксары и поступает в Чебоксарский коммунально-строительный техникум, который окончил в 1933 году. 
В 1933—1935 годах строитель и прораб в разных организациях Чувашии. 
В 1935—37 годах служил в Красной Армии. 
В 1937—1941 годах учился на филологическом факультете Чувашского государственного педагогического института.
Участник Великой Отечественной войны с октября 1941 года. Служил в авиационных частях. За проявленные отвагу и мужество Александр Иванович награждён медалью «За боевые заслуги» (1943), орденом Отечественной войны II степени и другими наградами.
Основная профессия Александра Ивановича — строитель. В столице республики много зданий, которые воздвигнуты при непосредственном участии Терентьева А. И. Он занимал ответственные посты в проектных и строительных организациях. Был председателем правления Чебоксарской артели «Красный мебельщик», директором Вурманкасинского завода керамблоков. В 1975—1976 годах его усилиями и по его инициативе был создан музей истории сельского строительства республики, насчитывавший около 2300 экспонатов. Увлекался журналистикой, работал в редакции газеты «Красная Чувашия», был корреспондентом Чувашского радио и телевидения. Александр Иванович принимал активное участие в общественной жизни города. Пользуется заслуженным авторитетом среди жителей Чебоксар, краеведов и читателей.

## Книги
А. И. Терентьев известен как автор книги «Чебоксары и чебоксарцы. Записки краеведа» (1992, 1994, 2001). В ней Александр Иванович на основе архивных материалов рассказал об истории столицы Чувашии, о её жителях, памятниках, улицах, отдельных зданиях. Также известны его книги «На стройках Чувашии» (1971), «Технический прогресс на стройках» (1971), «Есть упоение в труде» (1975), «Трудом славен человек» (1976), «Страницы моей Отечественной…» (2003) и др.